# Petit Buëch
Petit Buëch – rzeka we Francji, przepływająca przez teren departamentu Alpy Wysokie, o długości 44,5 km. Stanowi dopływ rzeki Buëch.